# Paul Varul
Paul Varul (* 10. Dezember 1952 in Valga) ist ein estnischer Politiker und Jurist.

## Leben
Paul Varul schloss 1975 sein Studium der Rechtswissenschaft an der Staatlichen Universität Tartu (TRÜ) ab. Ab 1976 war er dort als Dozent für Jura tätig. 1985 legte er in Leningrad sein Kandidatexamen (Promotion) ab. Nach Wiedererlangung der estnischen Unabhängigkeit leitete Varul 1991/92 den Lehrstuhl für Zivilrecht und Zivilprozessrecht an der Universität Tartu und war ab 1992 Professor für Zivil- und Handelsrecht.
Von April 1995 bis März 1997 war Varul in den Kabinetten von Ministerpräsident Tiit Vähi Justizminister der Republik Estland. Anschließend hatte er dasselbe Amt bis März 1999 im Kabinett von Ministerpräsident Mart Siimann inne. Varul gehörte der Estnischen Koalitionspartei (estnisch Eesti Koonderakond) an.
Nach dem Zusammenbruch des sowjetischen Systems in Estland und der Wiederherstellung der Demokratie spielte Paul Varul eine maßgebliche Rolle bei der Schaffung eines modernen estnischen Privatrechts. Er wirkte vor allem in der ersten Hälfte der 1990er Jahre an der Schaffung des estnischen Insolvenzgesetzes (Pankrotiseadus, 1992), des Sachenrechts (Asjaõiguseseadus, 1993), des Allgemeinen Teil des Zivilgesetzbuchs (Tsiviilseadustiku üldosa seadus, 1994), des Familiengesetzes (Perekonnaseadus, 1994) und des Erbgesetzes (Pärimisseadus, 1996) sowie an weiteren Wirtschaftsgesetzen und -reformen mit.
Seit 1999 ist Varul wieder als Rechtslehrer und Anwalt tätig. Er ist Mitinhaber einer großen Rechtsanwaltskanzlei in Tallinn und Tartu.
Varul ist ein Gründungsmitglied des European Law Institute, einer non-profit Organisation, die sich der juristischen Forschung sowie der Verbesserung des europäischen Rechts widmet mit dem Ziel, die europäische Integration auf dem Gebiet des Europarechts konstruktiv zu begleiten.